# 配向性ストランドボード

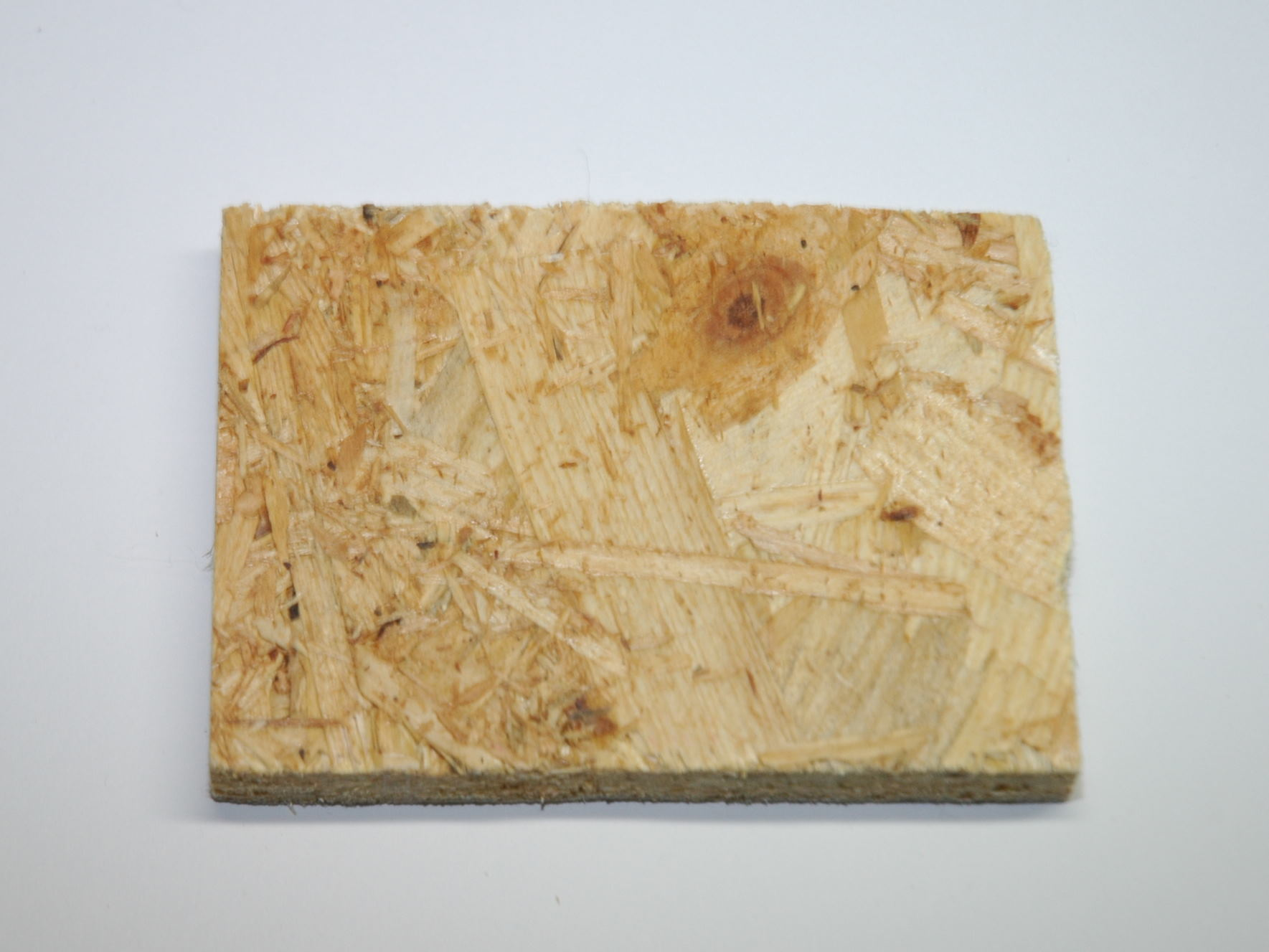
配向性ストランドボード（OSB）

配向性ストランドボード（はいこうせいストランドボード、OSB：oriented strand board）とは木質材料の一種である。日本農林規格（JAS）では、構造用パネルと呼んでいるが、この呼称は、OSBのみならず、OSBが実用化される以前から存在していた木質系の構造用合板代替品（現在では廃れているものもある）全般について、一般性を持たせた規格として制定する際に作られた名称である。したがって、OSBの日本語訳が構造用パネルというわけではなく、OSBはJASが定める構造用パネルの一種である。またJISにおいては、OSBはパーティクルボードの一種として規格化されている。なお、合板に対する単板積層材の関係と同様に、OSBにも同様な素材と製法で作られるOSL（oriented strand lumber）という製品があり、こちらは板材ではなく、主として軸材として使用される。JASでは、現在この製品に対応する規格はない。

## 原料・製法

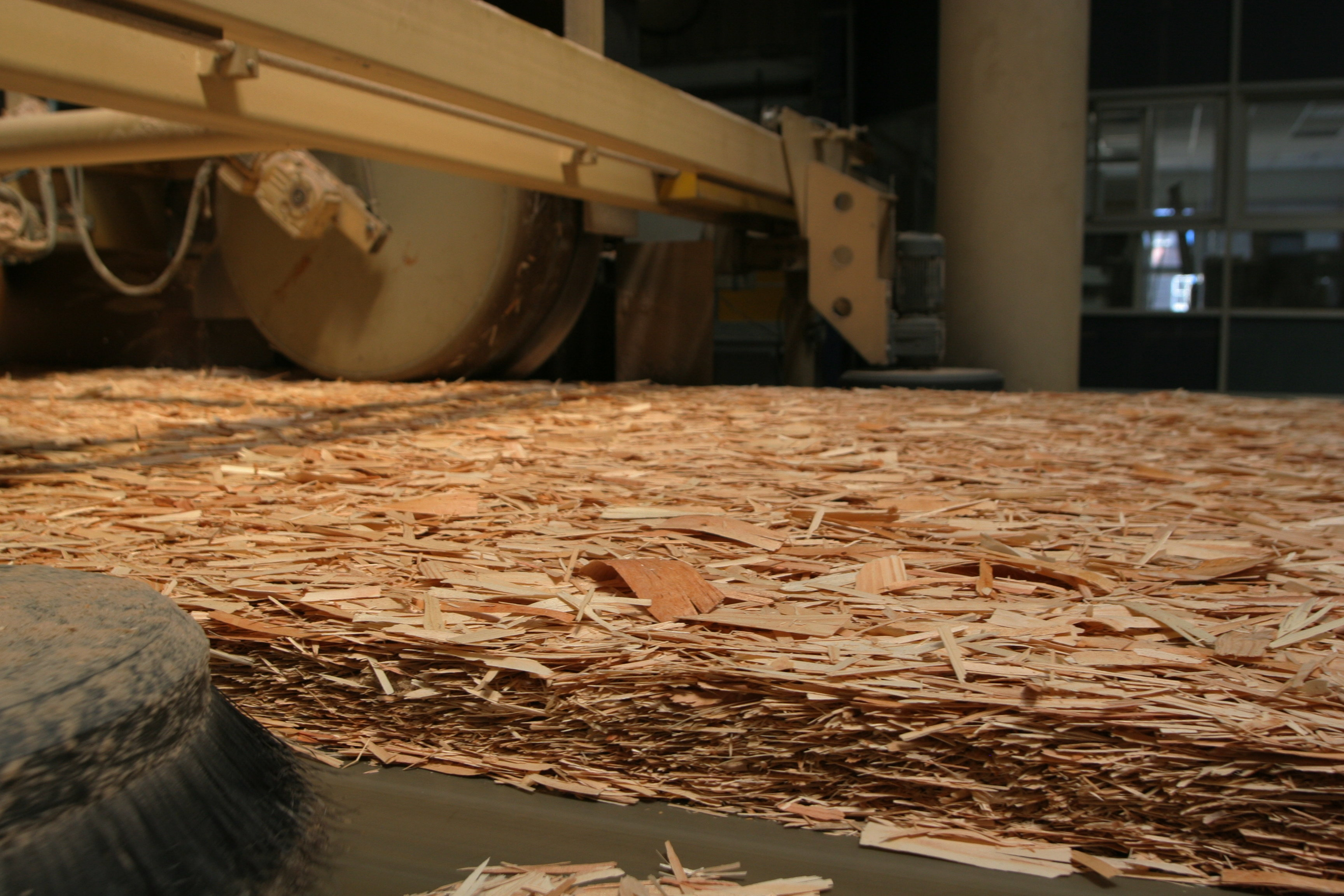
圧縮、接着される前のOSB

もともとOSBは、アスペン（ポプラの一種。北米の未利用樹種）など、柔らかで曲げ強度も低いため、そのままでは建材として利用しづらい低質の広葉樹を加工して、構造用の材料に使用できるよう転換させたものである。具体的には、木材を薄い削片状にしてから乾燥させ、熱硬化性接着剤とともに積層し、高温のプレス処理を経て強固な板材にしている。削片状のエレメントは、パーティクルボードに用いられるものより面積が大きく薄い形状をしており、木材の異方性をより多く残している。なお、その見た目の印象から、OSBは端材や廃材のリサイクル品だと誤解されることも多いが、あまり使い道のなかったアスペンを使うために開発された技術であるため、材料のアスペンは、ほとんどの場合新品の丸太である。
使用される接着剤としては、構造用合板と同様にフェノール系やイソシアネート系のものが一般的である。前者は熱硬化反応を実現させる架橋剤としてホルムアルデヒドを含む。本来、フェノール樹脂は化学的に安定なので、熱硬化反応で消費されたホルムアルデヒドはフェノール樹脂の分子の一部として化学的に固定され、樹脂の分解などによって放散されることは少ない。しかしかつては、硬化反応を促進するため過剰にホルムアルデヒドを加える例があり、反応で余ったものはボードから放散されるのでシックハウス症候群の原因と指摘されていた。近年は必要十分な量を加えるよう正確に管理されており、JASの認定を受けたF☆☆☆☆のものであれば、構造用のみならず（においが気にならなければ）人が直接触れることもある内装仕上げに用いることも建築基準法で認められている。なお、イソシアネート系接着剤は、最初からホルムアルデヒドも、また化学的分解などによってホルムアルデヒドになりうる成分も含んでいない。
イソシアネート系接着剤はやや高価であるが、接着剤の主剤成分を架橋反応で硬化させるのみならず、木材の主成分であるセルロースの水酸基とも反応し化学結合によって木材の繊維と強固に固着するので、所定の接着強度を実現するための必要量が少なくてすみ、反応速度も比較的早いので工場での生産性を高めるというメリットがある。材料代は高くても生産コストの引き下げ効果のほうが大きい場合もあり、さらに、ほぼ無色であり見た目を損なわないこと、そして前述のようにホルムアルデヒドを含まないので「ホルムアルデヒド不使用」と明記して製造販売することがJASで認められているという商業的な付加価値もあるので、OSBのみならず他の木材接着の分野でも採用が広がっている。
軟弱な木材をいったん薄いエレメントに加工し、接着剤とともに加圧成形で丈夫な構造材に転換するというアイデアで製造された初期の製品のボードは、ウェハーボードと呼ばれエレメントの向きはランダムであった。しかし、その後の研究で、エレメントの強度の異方性を積極的に利用し、その向きを層ごとに直交するよう制御したほうがボードの強度や寸法安定性が増すとわかったので、各メーカーが、その技術を取り入れるようになった。こうして新たに商品化されたボードでは、エレメントが従来のようなランダム配置ではなく管理されていることを明示するため、「配向性（oriented）」という言葉が名称に加えられた。ウェハーボードを生産している工場はわずかに残存しているが、ほとんどがOSBに切り替わっている。なお、エレメントの向きはあくまでも確率的なものであるから、合板のように正確に直交しているわけではない。これはOSBの欠点ではなく、斜め方向のエレメントはボート内で筋交いのような働きをするので、層ごとにエレメントをほぼ直交させつつも、角度に適度なばらつきを持たせるよう生産工程を管理することは、後述の面内せん断力強度を高めるため重要である。
また北米産（主要生産地はカナダ）のOSBの大部分は、現地で豊富に入手できる安価な広葉樹を使用しているが、地域によって樹種は多少異なっており、また単一の樹種を使っているとも限らない。メーカーごとに、複数の樹種をどういう割合でブレンドするかなどについても独自のノウハウを持っている。一方、ヨーロッパで生産されているOSBでは、広葉樹よりもむしろ入手しやすいヨーロッパアカマツを使用し、こちらは単一の樹種を材料としている例が多い。近年は、生育の早いユーカリやポプラ（北米から持ち込まれたアスペン）を用いたものが、中国や東南アジアで生産されている。単純な木材として比較するなら、アスペンはヨーロッパアカマツよりも軟弱であるが、OSBに加工する工程において十分な強度が付加されており、JASあるいは各国の品質規格を満たしている製品であれば、エレメントの素材が何であるにせよ構造材として必要な特性は保証されている。見た目の色あいなどは、素材や製法によって異なる。

## OSBの特徴（用途も参照のこと）
OSBは、合板や集成材よりも小さな木片を材料にできるため木材の利用率は高く、幹の細い木や、成長は速いがまっすぐに育ちにくいタイプの木でも材料にすることができる。珍しい例としては竹を材料としたものもある。日本においては、いまだ研究試作段階であるが、内層には家屋解体などで生じた廃木材を破砕したものを使い、外側は国産の間伐材などから作った木片でカバーするようなものも考えられている。OSBは、材料として使える樹種の選択の幅が広く、まず樹種を決めてから、次に材料の特性に合わせた製造工程を設計し、品質規格を満たす製品にすることが可能である。そのため、森林資源の持続可能な利用という観点から、エレメントの素材として萌芽更新されやすい樹種、すなわち伐採されても切り株からすぐに新芽を出し比較的短期間で回復するような樹種を選択し、植林、伐採、天然更新を適切なサイクルで継続的に維持管理することも期待できる。アスペンも、萌芽更新されやすい樹種のひとつである。
OSBの日本語訳は「配向性ストランドボード」であるが、一般には特に和訳されないまま「OSB」という名称が広く使われている。ホームセンターやウェブサイトなどでは「OSB合板」という呼称も散見されるが、OSBはパーティクルボードやMDFなどのような木質ボードに類似する性質を有し、合板とは製法も性質も異なっており、例えば湿気で膨れることがあるなど合板とは違うクセをもっているので、「合板」を略称として用いるのは間違いのもとであり、注意が必要である。

## 日本におけるOSBの普及
前述のように、まず北米で考案・開発され、北米、欧州が主な生産拠点である。日本には輸入住宅とともに輸入されたが、当初日本国内には建築設計のための規格が存在しなかったことから、1987年（昭和62年）、「構造用パネル」という名称で日本農林規格が制定された。規格策定の時点では、必ずしもOSBのみを対象にしておらず、OSB以前から存在したウェハーボードも含んでいる。なお、日本工業規格の「JIS A5908 パーティクルボード」にも、OSBの規格が追加されている。
国内の間伐材の用途として1990年代から期待されており、試作レベルでは十分な性能のものが得られているが、典型的な装置産業であるため採算性を確保するためには大規模な工場でなければならず、他方、間伐材は運搬のコストが高いため、大工場を建設しても十分な稼働率を維持することは困難とされており、2011年（平成23年）現在も日本国内での商業生産はされていない。日本の木質ボードメーカーは、OSB分野に進出するよりも、むしろ、既存のMDFやパーティクルボードの特性を改良し耐力壁として使用可能なものを開発する方向に力を入れている。なお、JASの認定を受けていない造作用のものであれば、国産のスギやヒノキあるいは廃木材を原料とした、OSBもしくはウェハーボードに類似した製品も少量ながら流通しているが、これらは特性が保証されていないので構造材として一般的に販売することはできない。強度試験などを実施し必要なデータを用意して建築基準法に基づく国土交通省（旧建設省）の大臣認定を受ければ、構造材として使用することも不可能ではないが、木材市場から安定的に調達できるJASを満たしたOSBよりも高価であり、通常は装飾的な意図で内装材、造作材に用いられる。
以上のような状況にあるため、現在、OSBの国内需要はすべて輸入によってまかなわれている。輸入量は景気動向の波にそって変動しているが、基本的には増加傾向にある。財務省貿易統計によれば、2009年度のOSBの輸入量は146,964 m3、2010年度は160,853 m3であった。また、特記事項として、2011年度は、2011年3月の東日本大震災によって、住宅建材の復興需要が激増したことに加え東北地方にあった合板工場の多くが被災し供給が滞ったことにより、それまではOSB独特の外観ゆえに使用を敬遠していた施工主や住宅業者による採用が進んだ。2011年4月 - 8月のOSBの輸入は、ピーク時には平常時の3倍に達し、その後各種建材の供給ルートが回復するにつれ、例年通りの水準に戻っている。2011年度のOSBの輸入は248,462 m3であり、そのうち80 %以上がカナダ産、2位以下にドイツ、ポーランドが続き、この3ヶ国で輸入量の99.8 %を占める。なお、OSBの登場によりウェハーボードは市場からほぼ完全に駆逐されており、2011年度の輸入は2,180 m3にすぎない。

## 用途

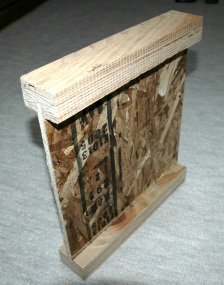
OSBを用いたIビーム（上下の棒状の部分には、LVLを使用している)

合板と比較して、面内せん断力に対する強度が大きいため、壁やIビームのウェブに最適な材料とされ、北米では住宅の構造材として広範囲に使用されている。2x4工法では、OSBは、従来から建物の強度を確保する基本的な構造材であった。日本においては、1995年の阪神・淡路大震災で多数見られた木造家屋の倒壊に関する詳細な分析と反省から、木造建造物に関する建築基準が大幅に改正され、在来木造軸組工法の建築物でも、OSBや構造用合板などの面材を柱に打ち付ける、あるいは柱の間に筋交いとして斜め方向に軸材を挿入するなどして、地震や台風による横方向に建物を歪ませる力に抵抗できる強度を確保することが義務付けられた。これによりOSBや構造用合板は、使用する工法が2x4工法であっても在来軸組工法であっても、現在の一般的な木造建築における基本的な構造材として広く普及しており、ホームセンターなどでも容易に購入することができる。
近年の動きとして、壁面のみならず、これまでもっぱら24 mm - 28 mmの厚物構造用合板の独擅場であった床下地にOSBを使用することも検討されているが、その一方で原料のエレメントは合板より小さいため、日本のような温暖湿潤気候では耐久性に問題があるとも言われている。また、日本では特徴的外見から注目が集まっており、壁下地に貼ったOSBを露出したまま仕上げたり、店舗の造作材としてもしばしば使われている。しかし、水濡れや高湿度環境で劣化しやすいため、水回りでの使用は避けるなどの配慮が必要である。市販品の中には、木口面からの水分の侵入を防ぐため、工場出荷の前にあらかじめ木口面に防水塗装を施しているものや、プラスチックフィルムによるラミネート加工をしたものもある。用途の広まりを受け、ラミネート加工したOSBに関しては、その耐水性能などついて、現在JASで標準規格化が検討されている。